# Siliștea, Teleorman
Siliștea este satul de reședință al comunei cu același nume din județul Teleorman, Muntenia, România.

## Personalități
- Mitica Constantin (n. 1962), fostă alergătoare română. În 2004 ea a primit Medalia „Meritul Sportiv” clasa I-a.